# 纳瓦尔佩拉尔德托尔梅斯
纳瓦尔佩拉尔德托尔梅斯，是西班牙卡斯蒂利亚-莱昂阿维拉省的一个市镇。 总面积61km2, 总人口123人（2001年），人口密度2人/km2。